# Pseudaulacaspis sasakawai
Pseudaulacaspis sasakawai är en insektsart som beskrevs av Sadao Takagi 1970. Pseudaulacaspis sasakawai ingår i släktet Pseudaulacaspis och familjen pansarsköldlöss. Inga underarter finns listade i Catalogue of Life.